# Lubań
Lubań [ˈlubaɲ] (deutsch Lauban; schlesisch und oberlausitzisch Laubn oder auch Laubm) ist eine Stadt in der Woiwodschaft Niederschlesien in Polen. Sie ist Sitz des Powiats Lubański und Mitglied der Euroregion Neiße. Historisch war sie ein Grenzort der Oberlausitz zu Schlesien.

## Geographie
Die Stadt liegt in der Oberlausitz an den nördlichen Ausläufern des Isergebirgsvorlandes (Pogórze Izerskie) am linken Ufer des Queis (Kwisa) auf 214 m ü. NHN, 24 Kilometer östlich der Stadt Görlitz.
Nachbarorte sind Uniegoszcz (Alt Bertelsdorf) und Nawojów Łużycki (Sächsisch Haugsdorf) im Norden, Nawojów Śląski (Schlesisch Haugsdorf), Radostów Średni (Mittel-Thiemendorf) im Nordosten, Wolbromów (Klein-Neundorf) im Osten, Jałowiec (Wingendorf) im Süden, Zaręba Dolna (Nieder-Lichtenau) und Zaręba Górna (Ober-Lichtenau) im Südwesten, Wesołówka (Löbenslust) im Westen und Pisarzowice (Schreibersdorf) im Nordwesten.

## Geschichte

### Mittelalter

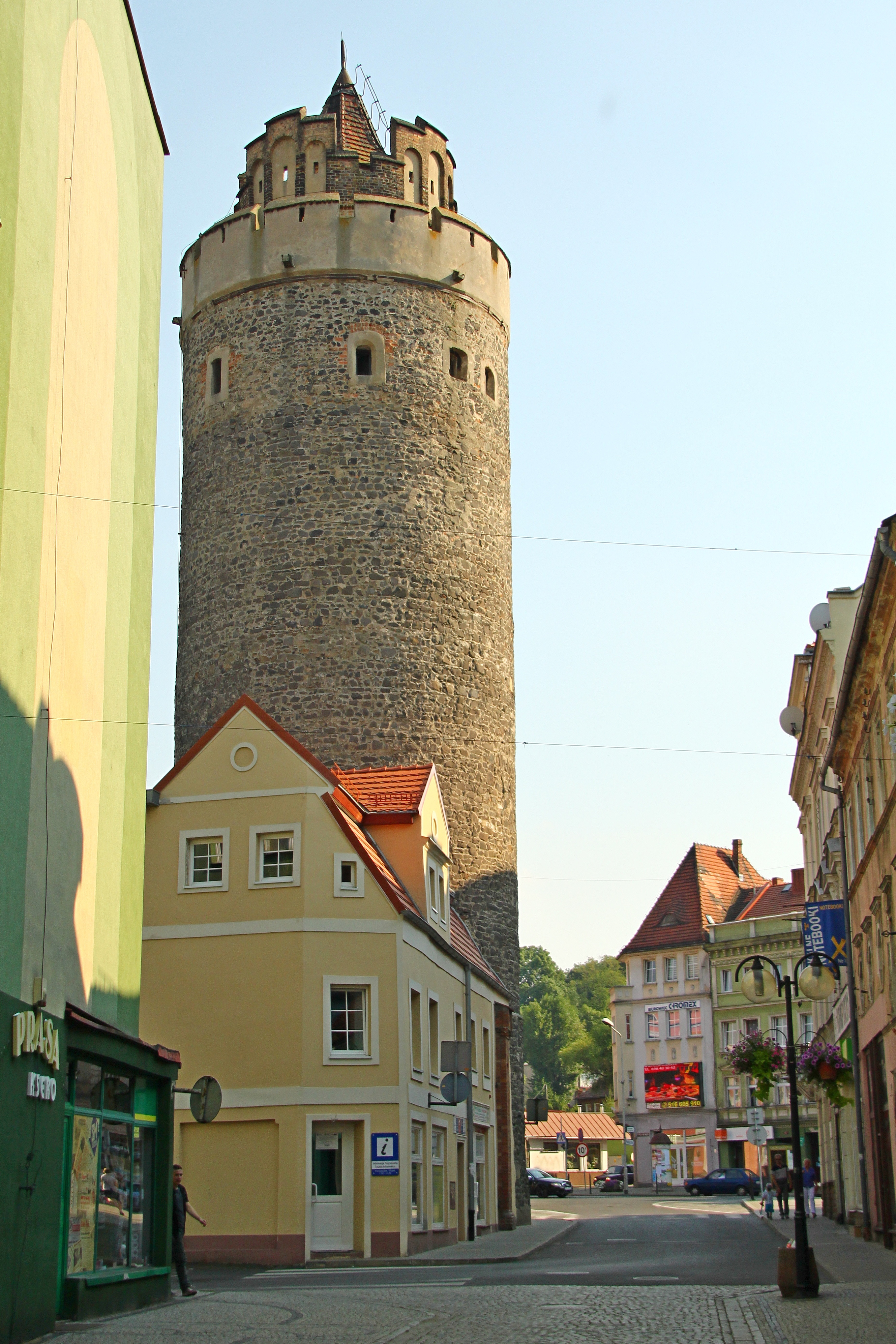
Brüderturm

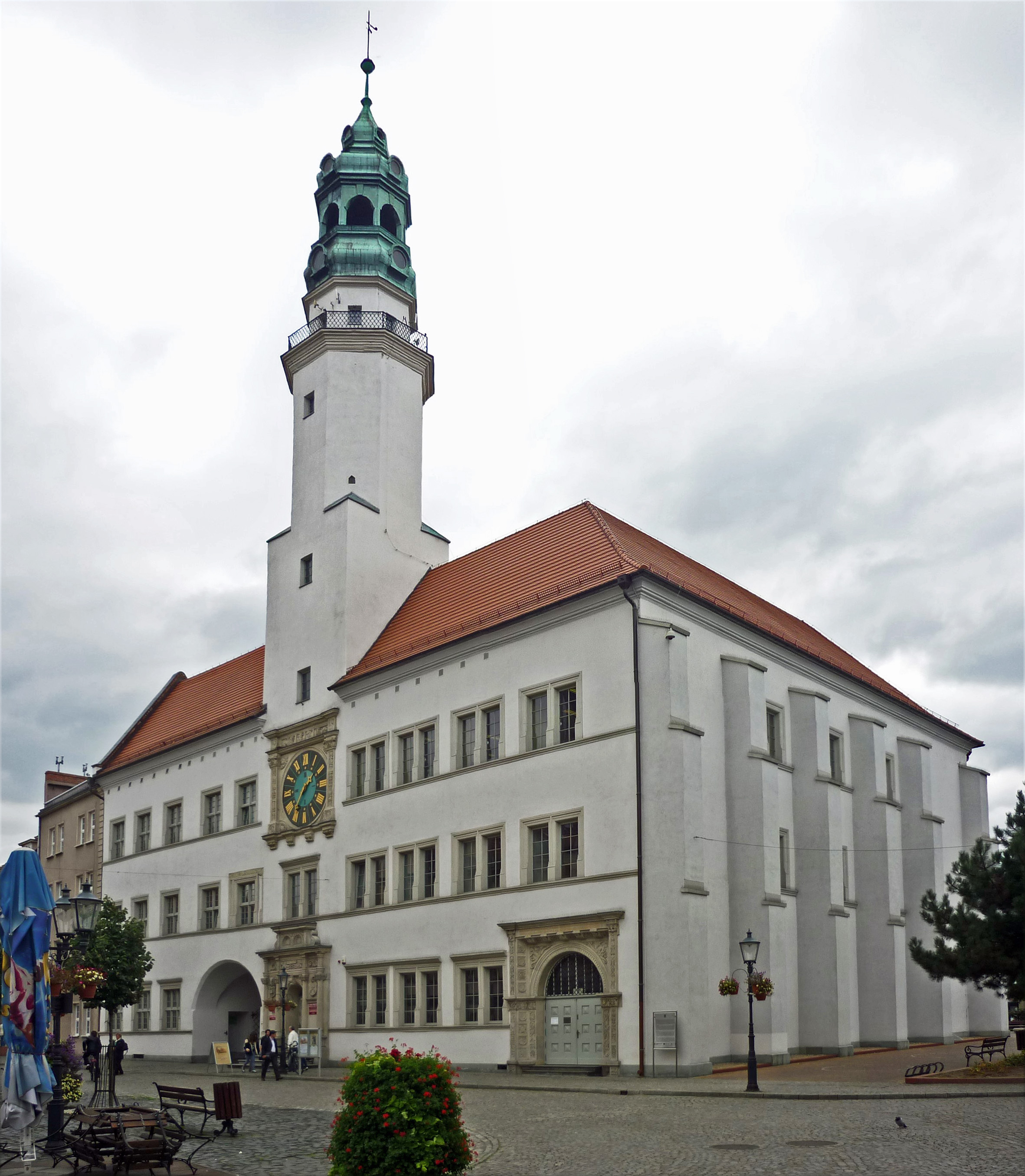
Laubaner Rathaus, erbaut im 16. Jahrhundert

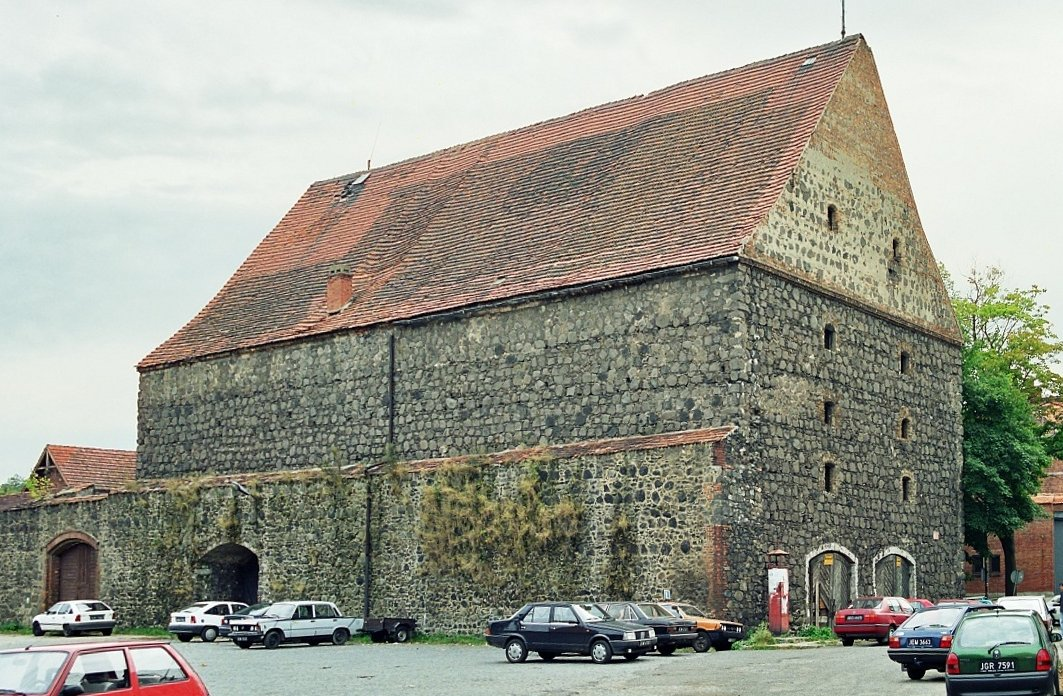
Salzhaus (zur Salzlagerung), erbaut 1539 (Foto aus dem Jahr 1999)

Aus Bürgermeister Zeidlers „Annalibus Civitatis Laubanae“ von 1628 wird ein Vers überliefert, demnach Graf Gero von Altenburg in der Wildnis Luzeban ein Jägerhaus am Berge im Jahre 711 bezog und zu bauen begann.
Lauban entstand vermutlich neben einer slawischen Siedlung (Alt Lauban, westlich vom Alt Laubanbach), zwischen dem Fluss Queis und dem Alt Laubanbach. Es wurde um 1220 gegründet und erstmals im Jahr 1268 urkundlich erwähnt. In der ersten Hälfte des 13. Jahrhunderts erhielt es, wahrscheinlich auf Grundlage des Magdeburger Rechts, die Stadtrechte. Es gehörte zur böhmischen Oberlausitz und war ab 1253 im Besitz der askanischen Markgrafen von Brandenburg, zunächst als Pfandbesitz aufgrund der Heirat Markgraf Ottos III. mit Beatrix von Böhmen. Nach dem Aussterben der Askanier 1319 gelangte das Land Görlitz mit Lauban und dem Queiskreis an Herzog Heinrich von Jauer. Obwohl er Görlitz bereits 1329 an den böhmischen König Johann von Luxemburg wieder abgeben musste, fielen Lauban und der Queiskreis erst nach dem Tod Herzog Heinrichs 1346 als erledigtes Lehen an die Krone Böhmen heim. Im selben Jahr schloss sich Lauban mit Görlitz, Löbau, Bautzen, Zittau und Kamenz dem Oberlausitzer Sechsstädtebund an, der sich zu einem wirtschaftlichen starken Gemeinwesen entwickelte.

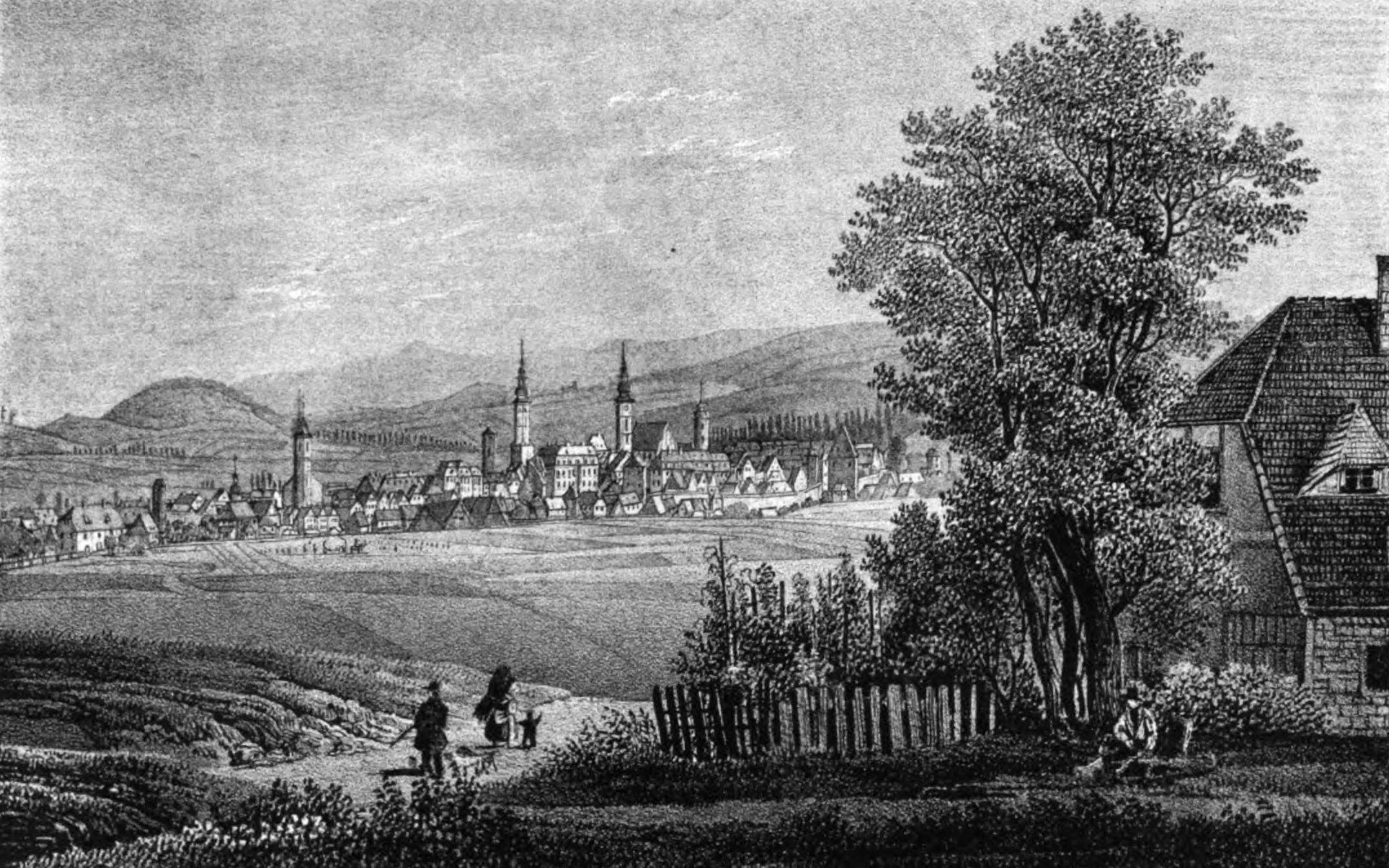
Lauban zu Beginn des 19. Jahrhunderts

Von 1273 bis zur Reformation bestand in Lauban ein Kloster der Franziskaner, das zur Sächsischen Ordensprovinz (Saxonia) gehörte; es konnte 1333 erweitert werden. Der letzte Franziskaner musste 1556 die Stadt verlassen. 1320 wurde in Lauban ein Konvent der Magdalenerinnen gegründet. Lauban wurde zum Hauptsitz der Ordensgemeinschaft. Als es am Anfang des 15. Jahrhunderts zu Auseinandersetzungen zwischen dem Rat der Stadt und den Bürgern kam, griff König Sigismund zugunsten des Rates ein.
1415 fiel Lauban in den Kirchenbann durch Bischof Thimo von Colditz, weil die Stadt einen diebischen Geistlichen, Johann von Kotbus, mit dem Tode bestraft hatte. Im Mai des Jahres 1427 wurde Lauban erstmals von einem hussitischen Heer erobert. Bei dem anschließenden Massaker an rund 1000 Katholiken, darunter vielen aus Böhmen vertriebenen Priestern und aus Prag geflüchteten Studenten, erlitt auch der Priester Johannes Rimer das Martyrium. Er wurde von der katholischen Kirche heiliggesprochen. 1431 wurde Lauban erneut von einem hussitischen Heer erobert und zerstört. 1426, 1435, 1464 und 1497–1498 kam es zu Pestepidemien. 1487 verwüstete ein Brand die Stadt, die sich im 16. Jahrhundert jedoch wirtschaftlich erholte.

### Frühe Neuzeit
Erstmals evangelisch gepredigt wurde 1525 in der Stadtkirche. Als um 1540 die Bürger der Stadt die Reformation annahmen, blieb das Magdalenerinnenkloster katholisch. Fortan teilten sich die evangelischen Bürger und die katholischen Nonnen die Kirche. Lauban war damit neben Bautzen die zweite Stadt in der Oberlausitz, in der es eine Simultankirche gab, die Protestanten und Katholiken gemeinsam nutzten.
Im Schmalkaldischen Krieg 1546/47 verlor Lauban im Pönfall seine bis dahin zehn Kammerdörfer. Nach dem Prager Frieden fiel Lauban 1635 zusammen mit der Oberlausitz an das evangelische Kurfürstentum Sachsen. Im Dreißigjährigen Krieg musste Lauban Durchmärsche und Einquartierungen sächsischer, kaiserlicher und schwedischer Heere erdulden. Nach 1653 nahm es zahlreiche Glaubensflüchtlinge aus Schlesien und Böhmen auf, die in ihren Ländern im Zuge der Gegenreformation verfolgt worden waren. Während des Großen Nordischen Kriegs hielt sich vom 12. bis 14. September 1707 der schwedische König Karl XII. in Lauban auf, wo die Urkunden der Altranstädter Konvention ausgetauscht wurden. Am 23. November 1745 fand während des Zweiten Schlesischen Krieges sieben Kilometer nordwestlich von Lauban die Schlacht bei Hennersdorf statt. Im Siebenjährigen Krieg wurde Lauban 1757 von Preußen besetzt. In den Jahren 1487, 1554, 1559, 1670, 1696 und 1760 wurde Lauban durch Stadtbrände zerstört.

### 19. und 20. Jahrhundert
In den Jahren 1812 und 1813 litt die Stadt Lauban unter den Durchzügen bayerischer und italienischer Truppen der Grande Armée, es kam zur Brandschatzung durch fliehende französische Truppen.
Mit den Verträgen des Wiener Kongresses 1815 fiel Lauban, das bis dahin zum Oberlausitzer Sechsstädtebund gehört hatte, zusammen mit der Ostoberlausitz an Preußen. 1816 wurde Lauban der preußischen Provinz Schlesien und dort dem Regierungsbezirk Liegnitz zugeordnet. Im selben Jahr wurde der Kreis Lauban gebildet, der aus vormals sächsischen (oberlausitzschen) Gebieten westlich des Queis und ab 1819 auch aus alt-schlesischen Gebieten zusammengesetzt wurde. Die Stadt hatte damals ca. 4300 Einwohner, der Kreis zählte 1820 ca. 8.200 Einwohner.
1866 wurde Lauban an das Eisenbahnnetz angeschlossen. 1854 gründete Albert Augustin die Laubaner Thonwerke, die durch ihre tiefroten Terrakotten bekannt wurden. In den 1860er Jahren wurden sie u. a. zur Verkleidung der Fronten des Roten Rathauses in Berlin verwendet. Seit den 1890er Jahren wurde die Produktion auf Wandsteine aus Ton mit Porzellanglasur (z. B. für Tunnel und Badeanstalten) umgestellt. Vor 1939 wurden diese Artikel weltweit exportiert.
In der zweiten Hälfte des 19. Jahrhunderts entwickelte sich die Stadt zu einem Zentrum der Textilindustrie, besonders spezialisierte sie sich auf die Produktion von Taschentüchern. So wurden vor dem Zweiten Weltkrieg etwa 95 % aller deutschen Taschentücher in Lauban hergestellt. In dieser Zeit entstand der Werbeslogan Lauban putzt der Welt die Nase. Ein Ausbesserungswerk der Deutschen Reichsbahn war ein weiterer großer Arbeitgeber. Die Webstuhlfabrik Julius Müller entstand 1919 aus einer Schmiede und Autowerkstatt.
Am Anfang des 20. Jahrhunderts hatte Lauban zwei evangelische Kirchen, eine katholische Kirche, eine Synagoge, ein Gymnasium, eine Handels- und Zieglerschule, eine Handelskammer, eine Reichsbanknebenstelle, eine Krankenanstalt (ehemaliges Kloster der Magdalenerinnen, gestiftet 1320), verschiedene Produktionsstätten mittelständischer Unternehmen und war Sitz eines Amtsgerichts.
Bis 1945 war Lauban Verwaltungssitz des Landkreises Lauban im Regierungsbezirk Liegnitz der preußischen Provinz Schlesien.

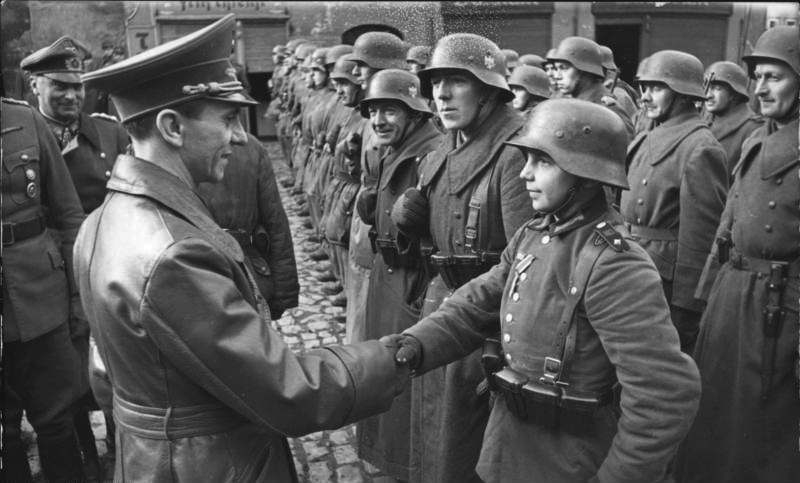
Joseph Goebbels in Lauban bei der Auszeichnung des Hitlerjungen Willi Hübner, März 1945

Im Zweiten Weltkrieg war die Gegend um Lauban ab Mitte Februar 1945 Schauplatz heftiger Kämpfe. Anfang März 1945 eroberte die Rote Armee die Stadt und am 8. März 1945 gelang der Wehrmacht die Rückeroberung, wobei sie zu rund 55 Prozent zerstört wurde. Dieser Erfolg der Wehrmacht diente dem angereisten Propagandaminister Joseph Goebbels zur Inszenierung einer reichsweiten Propagandakampagne, zu der eine Ansprache auf dem Marktplatz von Lauban und die Verbreitung seiner letzten öffentlichen Rede vor Bürgern und Soldaten in der Stadthalle von Görlitz durch die Deutsche Wochenschau gehörte. Die Rote Armee unterstellte Lauban, das sie am 9. Mai 1945 besetzt hatte, der Verwaltung der Volksrepublik Polen. Es bekam den polnischen Namen Lubań. Die verbliebenen ca. 3000 deutschen Einwohner wurden bis 1946 vertrieben und die Stadt mit Polen besiedelt.
Im Jahr 1950 wurde der Landkreis aufgelöst, um 1999 wieder ins Leben gerufen zu werden. 1954 wurde das früher selbstständige Kerzdorf (heute Księginki) als Stadtteil von Lubań eingemeindet. In den 1950er Jahren wurde der im Krieg nur gering beschädigte quadratische Häuserblock in der Ringmitte bis auf den Krämerturm abgerissen. Von 1997 bis 2002 wurde die Bebauung jedoch wiederhergestellt und mit Geschäften ausgestattet. Ebenso wurde die Kursächsische Poststundensäule, die sich bis 1945 gegenüber dem Amtsgericht befand, auf Anregung der ortsansässigen Gesellschaft der Freunde der polnischen Oberlausitz rekonstruiert. Aufsehenerregend war auch die Wiederentdeckung der Fundamente des ehemaligen Galgens vor den Toren der Stadt.

### Demographie
| Jahr | Einwohner | Anmerkungen |
| ---- | --------- | --- |
| 1816 | 04405     | [ 12 ] |
| 1825 | 04979     | einschließlich Militärpersonen, davon 4771 Evangelische und 208 Katholiken; Juden dürfen sich nicht niederlassen                                         |
| 1840 | 05716     | einschließlich Militärpersonen (Detachement der 9. Invaliden-Kompanie), davon 5342 Evangelische und 374 Katholiken; Juden dürfen sich nicht niederlassen |
| 1843 | 05974     | am Jahresende, davon 141 Militärpersonen einschließlich Familien und Dienerschaft                                                                        |
| 1867 | 08165     | am 3. Dezember |
| 1871 | 09087     | am 1. Dezember einschließlich der Garnisom (ein Bataillon Landwehr Nr. 47), davon 7770 Evangelische, 1238 Katholiken, 31 sonstige Christen, 48 Juden.    |
| 1890 | 11.958    | davon 9893 Evangelische, 1982 Katholiken, 59 Juden |
| 1900 | 13.793    | mit der Garnison (ein Bataillon Infanterie Nr. 19), davon 2556 Katholiken, 65 Juden                                                                      |
| 1925 | 15.971    | davon 12.880 Evangelische, 2797 Katholiken, 20 sonstige Christen, 35 Juden                                                                               |
| 1933 | 16.201    | davon 12.908 Evangelische, 2758 Katholiken, kein sonstiger Christ, 30 Juden                                                                              |
| 1939 | 16.436    | davon 12.805 Evangelische, 2885 Katholiken, 50 sonstige Christen, 13 Juden                                                                               |

### Wappen
Das rot-schwarze Wappen stellt zwei gekreuzte silberne (weiße) Schlüssel dar. Sie schneiden sich am Schnittpunkt der roten (oben) und schwarzen (unten) Felder.

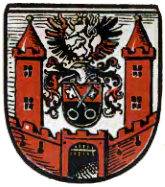
Darstellung des Stadtwappens bei Otto Hupp
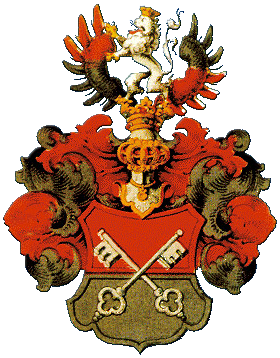
Historisches Prunkwappen von Lauban
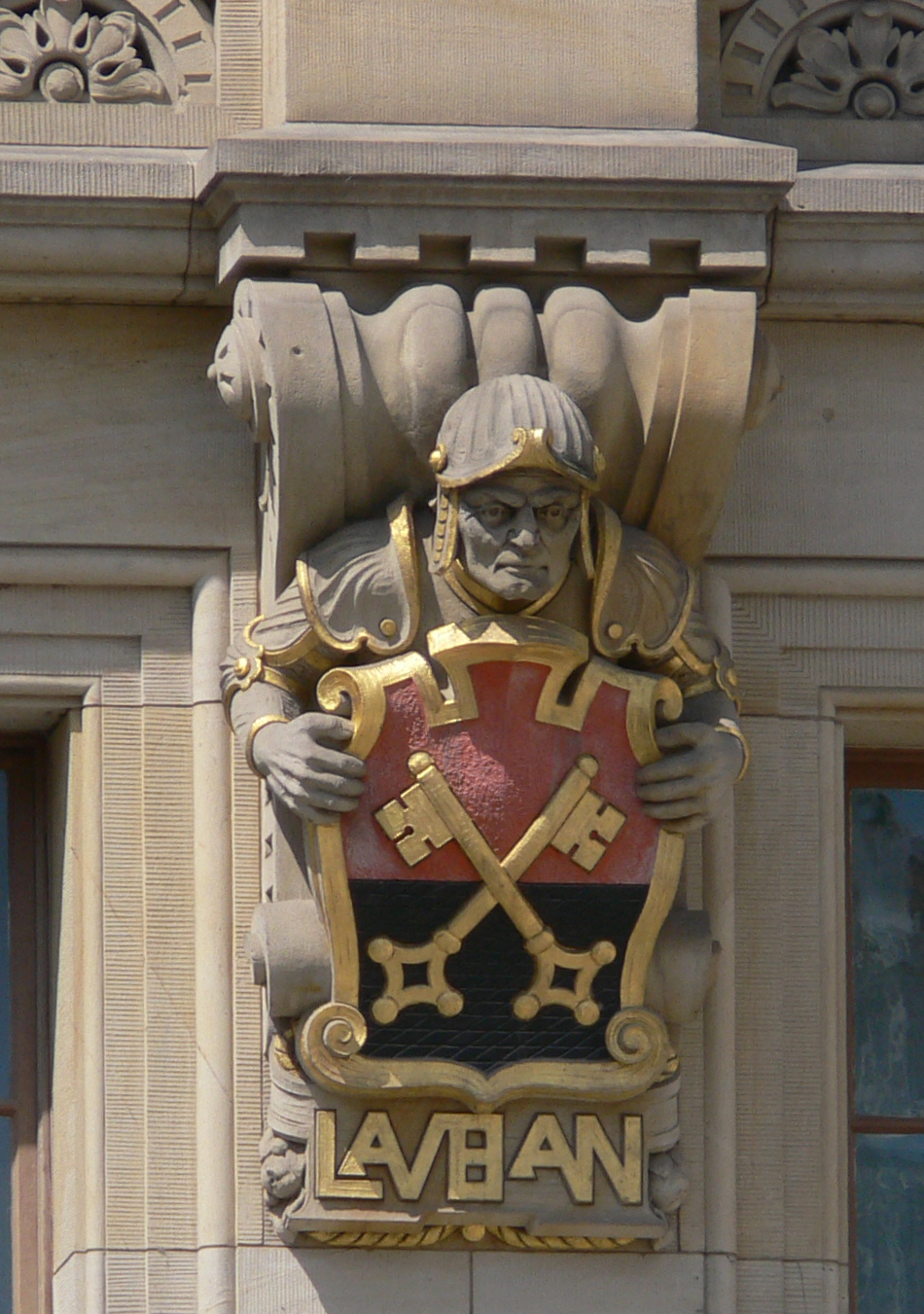
Wappen von Lauban am Neuen Rathaus von Görlitz

## Sehenswürdigkeiten

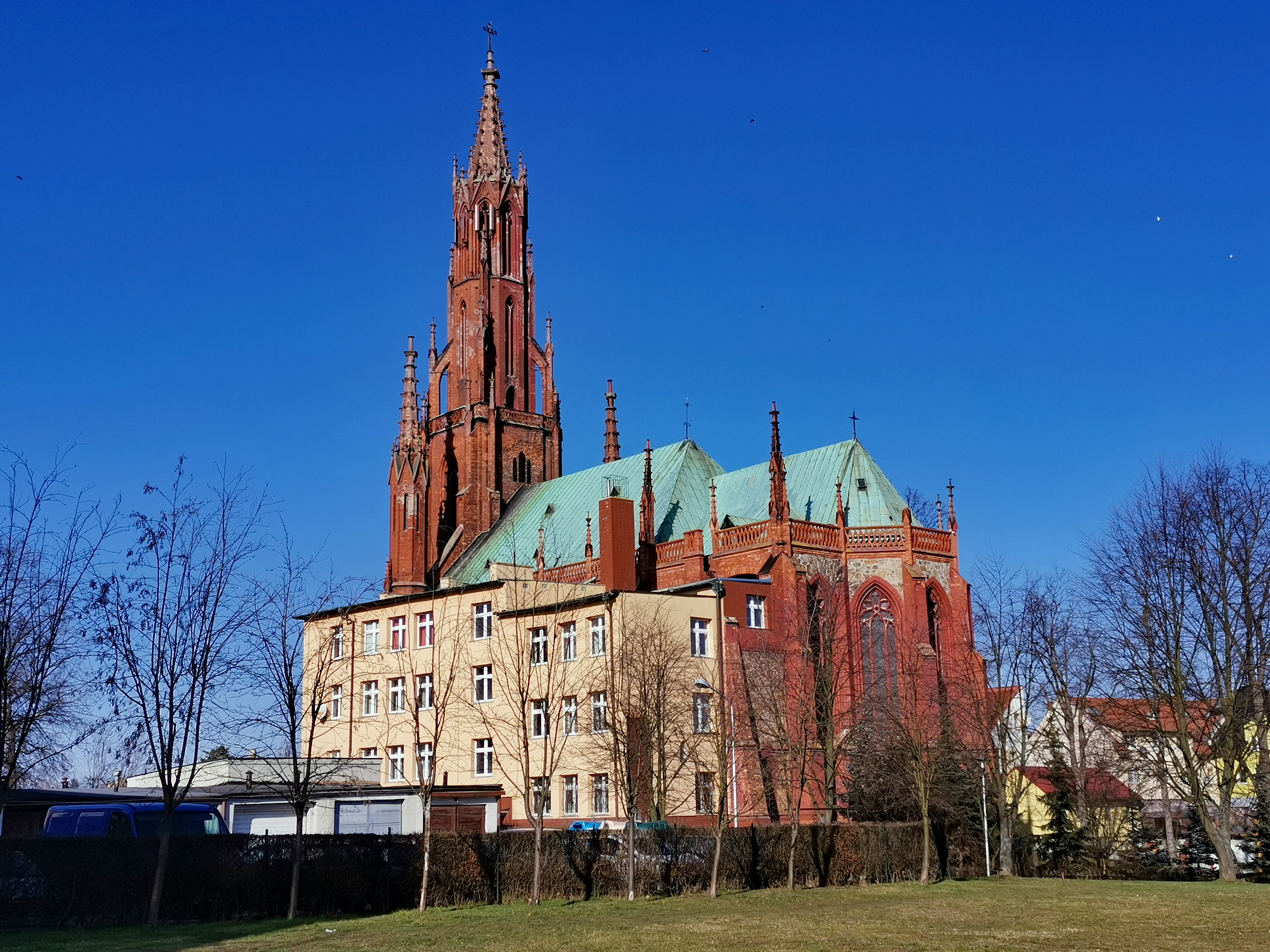
Dreifaltigkeitskirche

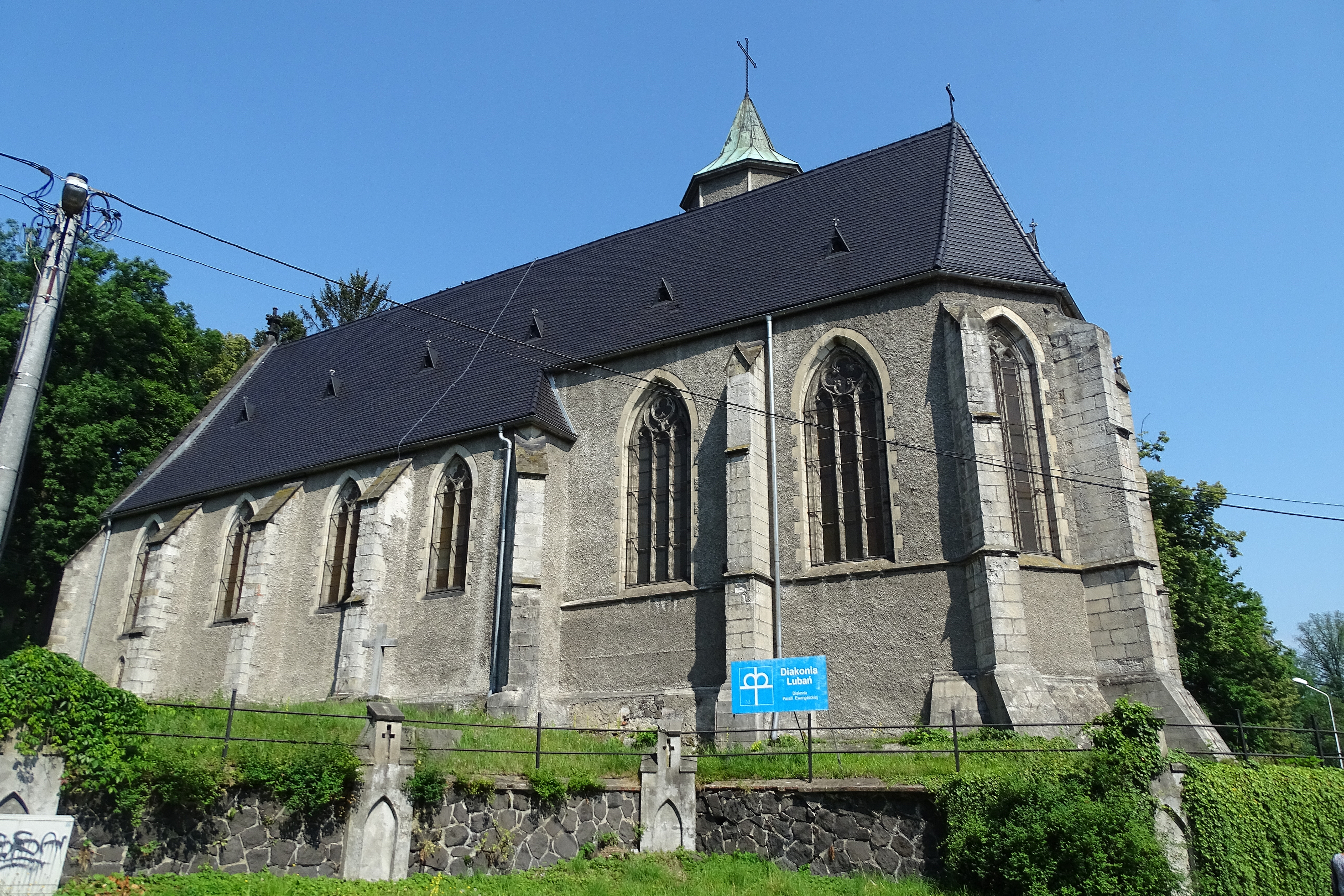
Evangelische Marienkirche

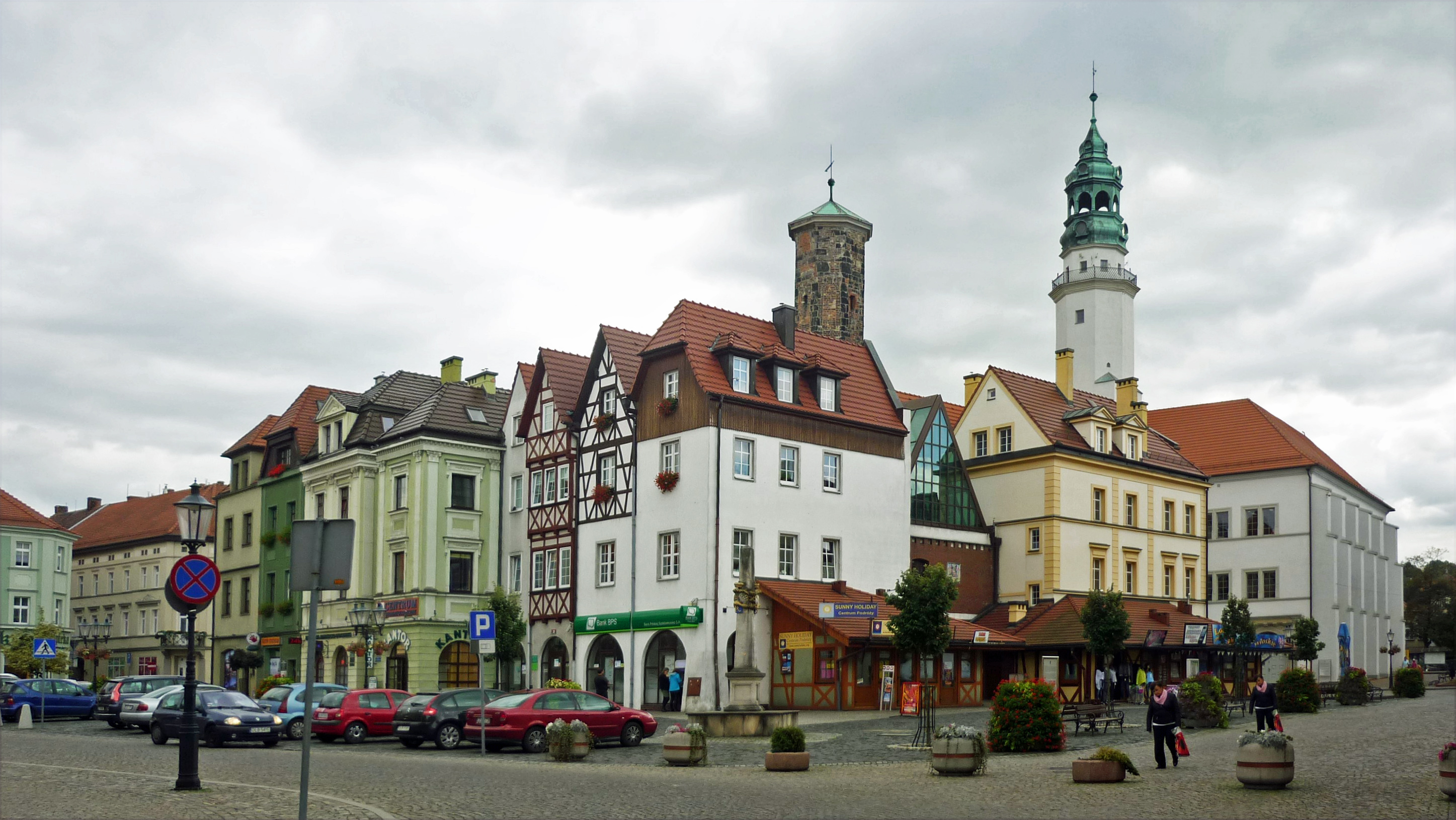
Ring/Marktplatz mit Rathaus

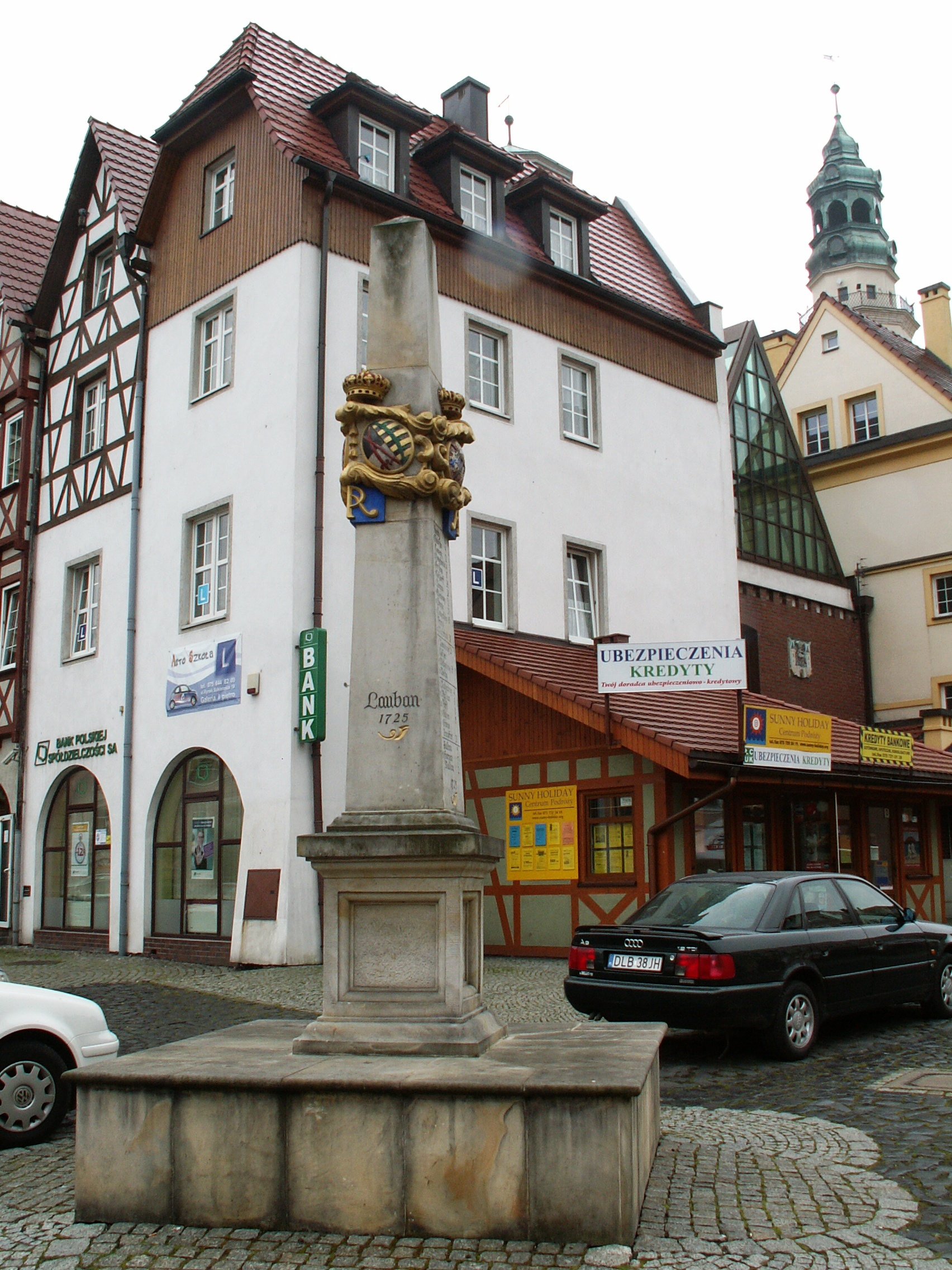
Nachbildung der Distanzsäule vom Görlitzer Tor auf dem Ring

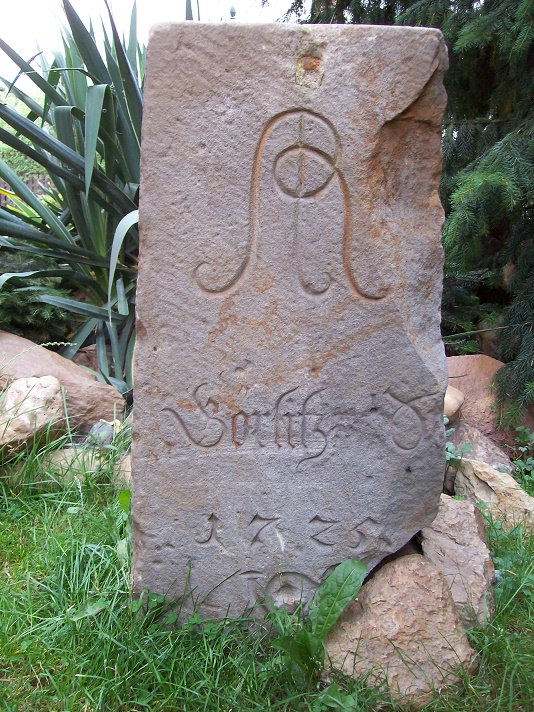
Rest der Ganzmeilensäule aus Pisarzowice in Lubań

- Die Pfarrkirche der Hl. Dreifaltigkeit wurde erstmals 1320 erwähnt und stand bis 1810 unter dem Patronat der Magdalerinnen. Der Vorgängerbau aus dem 15. Jahrhundert wurde nach einem Brand 1879 abgetragen. Bereits von 1857 bis 1861 entstand nordöstlich der bisherigen Kirche ein Neubau nach Entwurf des Architekten Alexis Langer im Stil der Neugotik. Die stilgleiche Ausstattung lieferte der Münchner Architekt Johann Marggraff. Das Gemälde des Hauptaltars schuf der Prager Maler Eduard von Engerth, die Gemälde der Seitenaltäre Wilhelm Hauschild aus München.
- Die Marienkirche war ursprünglich eine Friedhofskirche, die 1384 erstmals erwähnt und in den Hussitenkriegen zerstört wurde. 1452 wurde sie neu errichtet. Während der Reformation diente sie als evangelisches Gotteshaus. Nach mehreren Umbauten erhielt sie 1887–1888 eine neugotische Innenausstattung. Den Hauptaltar mit der Kreuzigungsdarstellung und die Kanzel lieferte die Mayer’sche Hofkunstanstalt aus München.
- Das Renaissance-Rathaus wurde von 1539 bis 1544 errichtet und nach einem Brand bis 1561 wieder aufgebaut. Nach mehrmaligen Umbauten und Modernisierungen wurde es 1945 teilweise zerstört und in den 1960er Jahren rekonstruiert. Gegenwärtig beherbergt es ein Regionalmuseum.
- Eine Nachbildung der bis 1945, zuletzt am Amtsgericht, nachweisbaren Kursächsischen Postdistanzsäule vom Görlitzer Tor mit den nach 1815 in preußische Meilen geänderten Entfernungsangaben ziert heute den Marktplatz.
- Reste der Kursächsischen Ganzmeilensäule von der Straßenschänke im Ortsteil Pisarzowice (Ober-Schreibersdorf), die zuletzt im Rittergutspark des Ortes stand und nach 1945 in einen Teich geworfen wurde, sind derzeit in Lubań eingelagert. Die Rekonstruktion und Wiederaufstellung am Originalstandort ist geplant.
- Im Gebäude der Lateinschule von 1591 (schlichte Renaissancefassade, Gewölbe) wurde 1864 ein Lyceum eingerichtet. Heute dient es als Berufsschule.
- Das Haus zum Schiff ist ein viergeschossiges Kaufmannshaus von 1715.
- Der zylindrische Brüderturm, ein Wehrturm, wurde vermutlich ca. 1318 zeitgleich mit der Stadtmauer erbaut, die in Teilen erhalten ist.

## Wirtschaft
Mit dem Aufkommen des Schnupftabaks wurden Taschentücher zum weit verbreiteten Gebrauchsgegenstand. Einen besonderen Ruf als Taschentuchhersteller erwarb sich Lauban. 1779 gründete ein Meister namens Weinert die erste Taschentuch-Handweberei Laubans. 1861 wurden die ersten mechanischen Webstühle im Kreis Lauban eingesetzt. 1900 arbeiteten im Kreis 6.000 Menschen in Taschentuchbetrieben an 3.500 Webstühlen und erzeugten täglich 420.000 Taschentücher, 90 Prozent des gesamten deutschen Bedarfs. 1930 hatte sich die Zahl der Webstühle auf 8.500 erhöht.
Seit den 1920er Jahren bis 1945 war der größte Arbeitgeber in Lauban die 1907 gegründete Textilfabrik Gustav Winkler KG mit etwa 3.000 Beschäftigten, die in 70 Länder exportierte und u. a. Berufskleidung und Taschentücher produzierte.
Ein 1868 gegründetes Lokomotiv-Ausbesserungswerk, dass ab 1927 nur noch die elektrischen Lokomotiven des schlesischen Netzes unterhielt, wurde nach dem Krieg von der polnischen Staatsbahn weiter betrieben und um 2000 geschlossen.
In Lubań werden heute Feuchttücher und trockene Zellstofftücher für den Haushalts- und medizinischen Bedarf durch das Imka-Werk, eine Tochter der Schumacher-Gruppe aus Melsungen, hergestellt. Der deutsche Medizinprodukte-Hersteller Imeco aus Hösbach betreibt seit 1995 ein Werk in Lubań.

## Städtepartnerschaften
- Skjern (Dänemark), seit 1992
- Kolín (Tschechien), seit 1997
- Kamenz (Deutschland), seit 1992, dem Oberlausitzer Sechsstädtebund zugehörig
- Löbau (Deutschland), seit 1998, das ebenfalls zum Oberlausitzer Sechsstädtebund gehörte
- Prienai (Litauen), seit 1999

## Gemeinde
Die Landgemeinde Lubań umfasst ein Gebiet von 142 km² und hat 6569 Einwohner (Stand 31. Dezember 2020). Die Stadt Lubań bildet eine eigenständige Stadtgemeinde und ist nicht Teil der Landgemeinde.

## Persönlichkeiten

### Söhne und Töchter der Stadt
- Adrian Albinus (1513–1590), Rechtswissenschaftler
- Paul Fabricius (1529–1589), Humanist, Mathematiker, Astronom, Arzt, Botaniker, Geograph und Lyriker
- Martin Behm (1557–1622), Kirchenliederdichter und Pastor in Lauban
- Johann Knöfel (* um 1525–30; † nach 1617), Organist und Komponist
- Jacob Bartsch (1600–1633), Astronom und Schwiegersohn von Johannes Kepler
- Gottlob Kranz (1660–1733), Historiker und Pädagoge
- Johann Gottlob von Nüssler (1664–1711), Mediziner
- Gottfried Tollmann (1680–1766), evangelischer Pfarrer und Kirchenliederdichter
- Melchior Schäfer (1682–1738), pietistischer Prediger
- Johann Christoph Schütze (1687–1765), Baumeister, Bildhauer und Maler
- Christian Gottfried Hoffmann (1692–1735), Rechtswissenschaftler und Historiker
- Johann Gottfried Heinitz (1712–1790), Pädagoge und Kirchenlieddichter
- Martin Gottlieb Pauli (1721–1796), Rechtswissenschaftler
- Samuel Friedrich Nathanael Morus (1736–1792), Philologe und lutherischer Theologe
- Gottlob Wilhelm Burmann (1737–1805), Dichter und Journalist
- Konrad Gottlob Anton (1745–1814), Sprachwissenschaftler und Orientalist
- Karl Gottlob von Anton (1751–1818), Jurist und Historiker, Mitbegründer der Oberlausitzischen Gesellschaft der Wissenschaften
- Karl Ehrenfried Günther (1757–1826), Pädagoge und Rektor
- Johann Gottfried Bornmann (1766–1825), evangelischer Geistlicher und Heimatforscher
- Heinrich Bruno Schindler (1797–1859), Chirurg, Geburtshelfer und Augenarzt in Greiffenberg
- Wilhelm Eduard Hollstein (1813–1857), Landschaftsmaler
- Friedrich Wilhelm Alexander von Mechow (1831–1904), preußischer Offizier und Afrikaforscher
- Friedrich Kühn (1854–vor 1928), Bildhauer und Modelleur
- Ludwig Danziger (1874–1924), Maler und Grafiker
- Margarete Junge (1874–1966), Möbeldesignerin
- Elisabeth von Saldern (1878–1938), Äbtissin
- Friedrich Mager (1885–1974), Geograph und Historiker
- Karl Hanke (1903–1945), NS-Politiker, Oberpräsident und Gauleiter von Niederschlesien („Henker von Breslau“)
- Otto Kuss (1905–1991), katholischer Theologe
- Rudolf Baumert (1906–1944), Steyler Missionar und Märtyrer
- Hans Lentze (1909–1970), Rechtshistoriker
- Karl Brinkel (1913–1965), evangelisch-lutherischer Theologe, Pfarrer, Hochschullehrer für Katechetik und Praktische Theologie
- Günter Ortmann (1916–2002), Handballspieler
- Albert Hurny (1920–2010), Schriftsteller
- Heinz Keßler (1920–2017), NVA-General und Verteidigungsminister der DDR
- Paul Wünsche (1922–2016), Politiker (CSU)
- Johanna Olbrich (1926–2004), DDR-Spionin
- Heinz Geyer (1929–2008), Generalmajor im Ministerium für Staatssicherheit (MfS)
- Ekkehard Simon (1936–2018), Orgelbauer
- Eberhard Storeck (1933–2015), Synchronsprecher
- Eberhard Linke (1937–2025), Bildhauer
- Albrecht Lehmann (* 1939), Volkskundler
- Edgar M. Böhlke (* 1940), Schauspieler und Hochschulprofessor für darstellende Künste
- Hans Geisler (* 1940), Politiker (CDU)
- Konrad Weiß (* 1942), Regisseur und Bürgerrechtler
- Wolfgang Klein (* 1943), Politiker (SPD)
- Axel Ullrich (* 1943), Biochemiker
- Paul Ulrich Unschuld (* 1943), Sinologe und Medizinhistoriker
- Erik von Grawert-May (* 1944), Wirtschaftswissenschaftler, Hochschullehrer
- Rainer Patsch (* 1944), Elektrotechniker und Hochschullehrer
- Helmut Bakaitis (* 1944), Schauspieler
- Gernot Tschirwitz (* 1944), Komponist, Pianist und Privatmusiklehrer
- Horst Scheffler (* 1945), evangelischer Theologe
- Jan Michalski (* 1962), Politiker und Sportfunktionär
- Agnieszka Stanuch (* 1979), Kanuslalomfahrerin
- Edyta Jasińska (* 1986), Radsportlerin
- Alicja Leszczyńska (* 1988), Volleyballspielerin

### Persönlichkeiten mit Bezug zur Stadt
- Johannes Neunherz (1653–1737), lutherischer Geistlicher und Kirchenlieddichter, besuchte das Lyzeum in Lauban und war Geistlicher in der Stadt
- Karl Gottlob Dietmann (1721–1804), evangelisch-lutherischer Theologe, Pfarrer, Autor von historischen, geographischen und theologischen Werken
- Immanuel Friedrich Gregorius (1730–1800), lutherischer Theologe und Historiker, starb hier.
- Ludwig Matthäi (1813–1897), Bürgermeister von Lauban (1846–1851), Revolutionär
- Johann Samuel Petri (1738–1808), Kantor und Komponist, war hier Lehrer.
- Arno Schmidt (1914–1979), Schriftsteller, wuchs in Hamburg und Lauban auf.
- Janusz Skowroński (* 1956 in Poznań), von 1990 bis 1993 Bürgermeister von Lubań, verfasste Bücher über die Kriegs- und Nachkriegsgeschichte der Region und Gerhart Hauptmann.
- Wolfgang Torge (* 1931), Geodät, Lehrstuhlinhaber am Institut für Erdmessung der Universität Hannover, ging in Lauban auf die Oberschule.
- Franz Zdralek (1894–1970), Jurist und Politiker (SPD), ab 1. Oktober 1939 Justitiar des Klosterstiftes zur Hl. Marie Magdalena von der Buße zu Lauben